# Формула передачи Фрииса
Формула передачи Фрииса — одно из уравнений Харальда Фрииса (Harald Friis), используемого в телекоммуникациях. Определяет мощность, получаемую одной антенной при идеальных условиях от другой антенны, находящейся на определённом расстоянии и передающей известную мощность.

## Упрощённая форма уравнения
Приведена для идеальных условий (отсутствуют препятствия, отражения, несколько возможных траекторий передачи т. д.). Предполагается, что антенны сонаправлены по поляризации.
{\displaystyle {\frac {P_{r}}{P_{t}}}=G_{t}G_{r}\left({\frac {\lambda }{4\pi R}}\right)^{2}},
где :
- {\displaystyle G_{t}} — Коэффициент усиления передающей антенны
- {\displaystyle G_{r}} — Коэффициент усиления приёмной антенны
- {\displaystyle P_{t}} — мощность передающей антенны (Вт) (без учёта потерь)
- {\displaystyle P_{r}} — мощность, принимаемая антенной (Вт) (без учёта потерь)
- {\displaystyle R} — расстояние между антеннами в метрах
- {\displaystyle \lambda } — длина волны в метрах, соответствующая частоте передачи

В космических телекоммуникациях, когда излучение направлено в космос, формула должна корректироваться вследствие атмосферного затухания и дифракций от случайных препятствий. Таким образом, простую формулу уравнения следует рассматривать как «самый лучший вариант». Связь прервётся, если мощность принимаемого сигнала упадет ниже уровня, необходимого для корректной демодуляции (называемого порогом чувствительности).